# ミラーレス一眼カメラ

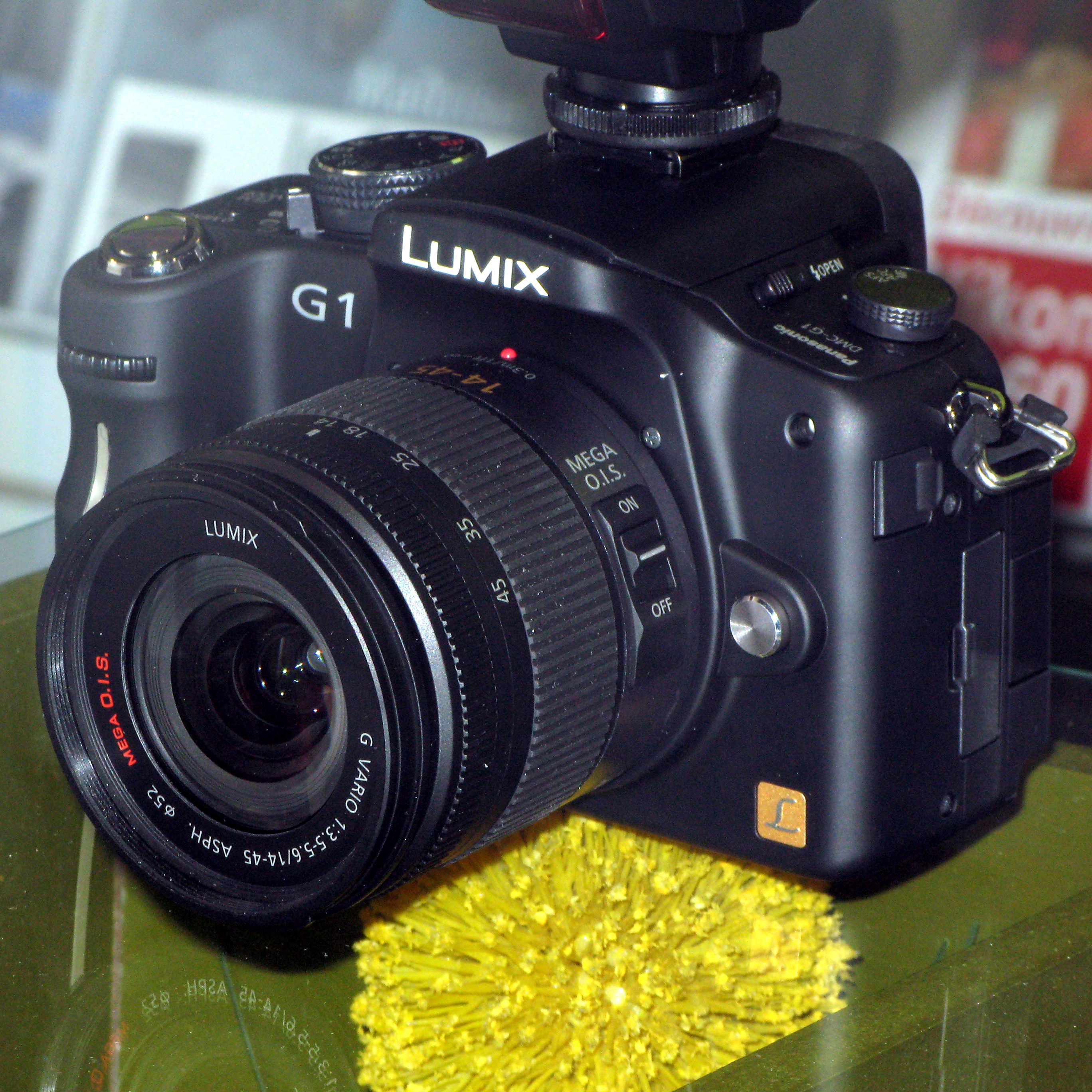
世界初のミラーレス一眼カメラ
「パナソニック LUMIX DMC-G1」

ミラーレス一眼カメラ（ミラーレスいちがんカメラ）とはデジタルカメラの分類のひとつで、一眼レフカメラの光学式ファインダーの代わりに電子ビューファインダーや液晶ディスプレイを通じて像を確認する形式のレンズ交換式デジタルカメラの総称である。
ミラーレス一眼の呼称は、従来の一眼レフカメラと比較して、撮影用レンズの入射光を光学式ファインダーに導くための反射ミラーが存在しないことに由来する。ミラーレスカメラ（Mirrorless camera）、ミラーレス式カメラ、ミラーレス機、ミラーレスなどとも称される。市場では画質・表現力が同等のデジタル一眼レフカメラとひとくくりに分類され、デジタル一眼カメラまたはレンズ交換式カメラという表現を用いるメーカーや販売店、価格比較サイトも見られる。ミラーレス一眼レフは誤用。
メーカーによってはあえてミラーレスと呼称せず、独自の名称を使用しているメーカーも存在していた。
CIPAは、統計上の呼称として、ミラーレス一眼の他に、コンパクトシステムカメラ、レンズ交換式レンジファインダーカメラ、カメラユニット交換式カメラなどが含まれた総称として「ノンレフレックス」を使用していたが、2019年より「ミラーレス」に変更している。

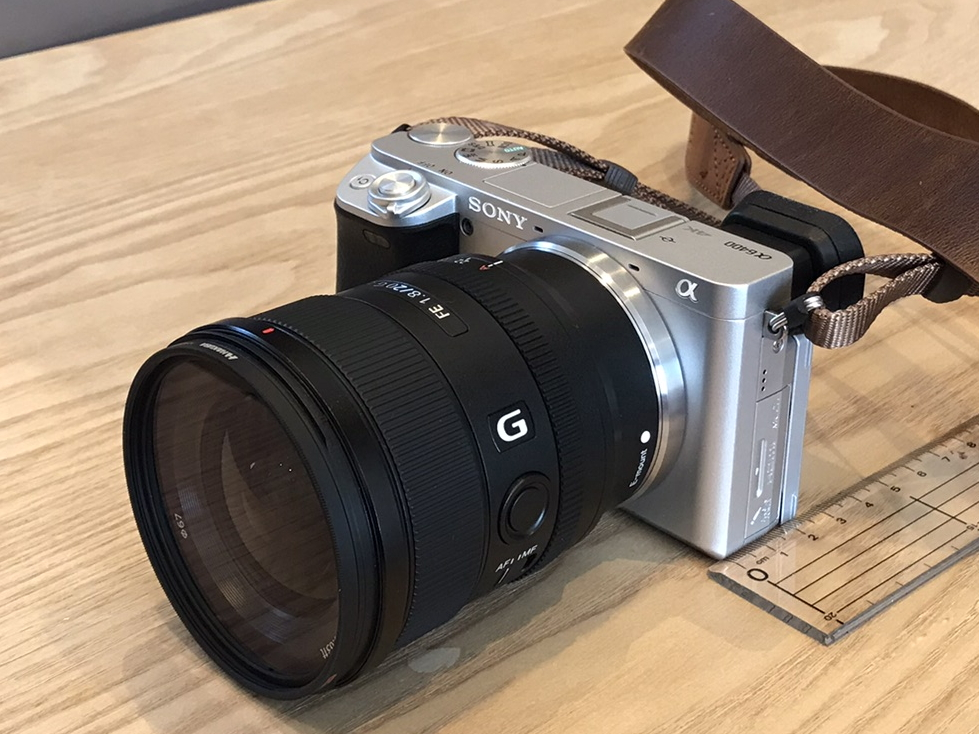
ミラーレス一眼カメラ、APS-Cセンサー搭載機は小型で軽量。

全米民生技術協会では2015年から「Mirrorless」と分類している。

## 概要
厳密な定義はないが、2013年時点では「レンズ交換が可能なデジタル一眼レフカメラから、光学式ファインダー（レフレックスファインダー）に関係する構造を除くことで小型軽量化を図ったもの」と認知されているが、「レンズ交換が可能なコンパクトデジタルカメラ」と考えることもできる。光学式ファインダーの代わりに電子ビューファインダーを内蔵したもの、液晶ディスプレイをファインダーとして使用するもの、電子ビューファインダーが着脱可能なものなどが存在する。イメージセンサーは、フルサイズ、コンパクトデジタルカメラと同サイズの1/2.3型から、4/3型（フォーサーズ）サイズ、APS-Cサイズなど、メーカーによってさまざまなサイズのセンサーのカメラが販売されている。
そもそも一眼レフカメラは撮影画像とファインダー画像を一致させるために発明されたものであり、撮影用レンズを通った光をフィルムの手前に置いたミラーで反射させ、その光を光学式ファインダーに導くことで実現した。この機構はフィルムカメラ時代には複雑高価であったが、デジタルカメラにおいてはイメージセンサーで捉えた画像を電子式ファインダーに表示するだけで同じことを簡単に実現できるため、光学式ファインダーを省くことで小型軽量化を実現する新形式のレンズ交換式デジタルカメラが開発・商品化され、一眼レフカメラのデジタル化の中で派生した形式として「ミラーレス一眼」と称されると、重くて大きなカメラは持ち歩きたくないが綺麗な写真が撮りたい、という顧客層を中心に受け入れられた。
ミラーレスの長所（後述）によりスポーツや報道などプロにもシェアを広げている。

## 歴史
一眼レフカメラをデジタル化する試みは1986年頃から始まった。当時は既存のフィルム式一眼レフのオプション品として、フィルムバックにイメージセンサーを取り付けた形で提供されていたが、1991年に世界初のデジタル一眼レフカメラ、コダックプロフェッショナルデジタルカメラシステムDCS100が発売された。これはフィルム式一眼レフニコンF3をベースに130万画素のCCDセンサーを搭載したものであった。その後、フィルムカメラが市場から駆逐されデジタルカメラがカメラ市場の主流となる中でデジタル一眼レフの低価格化が進み、デジタルカメラ市場における一眼レフの割合は台数ベースで1割、金額ベースで3割を占めるまでになった（2010年3月、日本市場）。しかし、外観・構造においては基本的にフィルム時代の一眼レフと変わらない状態が続いた。
その中で、デジタル一眼レフ市場で劣勢に立たされていたフォーサーズ陣営が巻き返しを図って新たに「マイクロフォーサーズシステム」規格を策定し、2008年8月5日に発表した。これはレンズ交換式でありながら、ライブビュー専用規格としてミラーボックスを持たない構造（ミラーレス）とすることでフランジバックを約半分まで縮めたもので、光学式ファインダーを省いたこのミラーレス機は、様々な点で一眼レフ機とは異なるレンズ交換式カメラの新形式である。1か月後の2008年9月12日にはパナソニックが世界初のミラーレス一眼「LUMIX DMC-G1」を発表、10月31日から発売が開始され、その後オリンパスからもミラーレス一眼が発売された。ミラーレス機はイメージセンサーを常に動作させ続けなければならないため、その発熱や消費電力が問題となる。最初のミラーレス機がフォーサーズ陣営から登場した背景としては、ライブビューやコントラスト検出AFを前提とした低消費電力のイメージセンサーが2006年の時点ですでに実用化されていたことが挙げられる。
その後両社のミラーレス機がいずれも売上を伸ばし、2010年上半期の日本市場においては、レンズ交換式カメラの中でミラーレス機の占める割合は台数ベースで20%前後に達した。ミラーレス市場への他社の参入も見られ、サムスン電子が2010年2月からAPS-Cミラーレス機「NX10」を韓国や欧州などの市場で順次発売、ソニーもAPS-Cミラーレス機「NEX-5」「NEX-3」を2010年6月に発売すると、日本市場においては、レンズ交換式カメラの中でミラーレス機の占める割合は台数ベースで32.5%に達した。
ミラーレス機の登場後、メーカー別シェアにも変化が表れ始めている。日本でのレンズ交換式カメラ市場は、2009年度でキヤノンが39.1%、ニコンが31.3%と旧来からのカメラメーカーが高いシェアを維持してきたが、ミラーレス機の普及は市場に大きな変化をもたらしており、2011年秋にはペンタックスとニコンが、2012年には富士フイルムとキヤノンが相次いで参入。2013年にはソニーが35ミリフルサイズの大型撮像素子を採用した「α7」を発売。後継機種の高機能化や交換レンズの整備に伴い、レンズ交換式一眼レフの市場で2強を占めていたキヤノンとニコンに食い込むまでにシェアを伸ばす。2018年にはキヤノンとニコン両社もフルサイズ対応の新マウントによる新機種を開発。ライカと提携してフルサイズ対応機種を出したパナソニックも含め、プロユースの機種開発も一眼レフからミラーレスに転換している。AP通信ではカメラをソニーに統一するなど、プロ側も乗り換えが進んでいる。
ミラーレス機の年間出荷台数は日本市場で2018年に、世界市場で2020年に一眼レフ機を逆転した。

## 代表的なミラーレス一眼カメラ
マイクロフォーサーズシステムでは撮像素子のサイズを規格として定めているが、ほかのマウント規格には、撮像素子のサイズが定められておらず、異なるサイズの撮像素子を採用し得るものもある。
現行機
| カメラ | メーカー・機種およびシステム | 撮像素子サイズ                 | マウント                           |
| ------ | --- | ------------------------------ | ---------------------------------- |
|        | マイクロフォーサーズシステム - オリンパス PENシリーズ - オリンパス OM-Dシリーズ - パナソニック LUMIX Gシリーズ - OM SYSTEM                      | 約17.3 mm×13 mm（4/3型）       | マイクロフォーサーズマウントを採用 |
|        | FUJIFILM Xシリーズ | APS-Cサイズ                    | Xマウントを採用                    |
|        | Lマウントシステム - ライカ T / TL / TL2 /CL - ライカ SL / SL2 - パナソニック LUMIX S1 / S1R / S5 - シグマ fp / fp L                             | APS-Cサイズ 35mmフルサイズ     | Lマウント (ライカTマウント)        |
|        | Eマウントシステム - ソニー α NEXシリーズ - ハッセルブラッド Lunarシリーズ - ソニーα6000シリーズ - ソニー α7 / α7R / α7S / α7C / α9 / α1シリーズ | APS-Cサイズ 35mmフルサイズ     | Eマウントを採用                    |
|        | ニコン Zシリーズ - ニコン Z50 - ニコン Z6 / Z7                                                                                                  | APS-Cサイズ 35mmフルサイズ     | ニコンZマウントを採用              |
|        | キヤノンEOS Rシステム | APS-Cサイズ 35mmフルサイズ     | RFマウントを採用                   |
|        | ハッセルブラッド X1D | 約43.8×32.9 mm（中判センサー） | ハッセルブラッドXマウントを採用    |
|        | FUJIFILM GFX 50S | 約43.8×32.9 mm（中判センサー） | FUJIFILM Gマウントを採用           |

開発が終了し、または長期間新機種の発売がないもの
| カメラ            | メーカー・機種およびシステム | 撮像素子サイズ                                  | マウント              |
| ----------------- | ---------------------------- | ----------------------------------------------- | --------------------- |
|                   | シグマ sd Quattro H          | APS-Hサイズ                                     | SAマウントを採用      |
| シグマ sd Quattro | APS-Cサイズ                  |                                                 | SAマウントを採用      |
|                   | APS-Cサイズ                  | サムスン NXシリーズ                             | NXマウントを採用      |
|                   | APS-Cサイズ                  | ペンタックス K-01                               | Kマウントを採用       |
|                   | APS-Cサイズ                  | キヤノン EOS M シリーズ                         | EF-Mマウントを採用    |
|                   | ペンタックスQシリーズ        | 約6.2×4.6 mm（1/2.3型） 約7.6×5.7 mm（1/1.7型） | Qマウントを採用       |
|                   | Nikon 1シリーズ              | 1インチ型                                       | ニコン1マウントを採用 |
|                   | サムスン NX mini             | 1インチ型                                       | NX-Mマウントを採用    |

## 長所
- ミラーがないため、一眼レフに比べて小型軽量である。
- 光学系の構造が簡単であり、故障が少ない。
- ミラーがないため動作音が小さい。フォーカルプレーンシャッターによる小さな音がするのみである。電子シャッター搭載機では完全な無音撮影が可能[8]。
  - 音が嫌われるシーンがある競技（ゴルフ、テニス、陸上など）でも常時撮影が可能[8]。
- ミラーショックによるブレがない[26]。
- 動画撮影機能との親和性が高く、動画をスクリーンショットして静止画像にしているとも言える。
- イメージセンサーが常に動作しているため、画像認識を利用したさまざまな機能（顔認識、被写体追尾など）が実現できる[8]。
  - 画像認識機能によりピント合わせの手間が省けるため構図に集中できる[8]。
- ファインダーはすべて液晶画面なので、豊富な撮影情報を表示することができる。
- 光学式では高級機以外は精度的に困難であった視野率100%のファインダーが簡単に実現できる。
- 機械部品や光学部品が少なくなるため、コスト面で有利。また他分野からの新規参入も比較的容易である[27]。
  - ただし、ミラーレスも依然として撮像素子等の電気的分野・画像処理等のソフトウェア機能・光学レンズ等で高度な技術を必要とするため、2024年現在で実際に参入したのは既存カメラメーカーやその技術を継承したパナソニックとソニー(元来ビデオカメラメーカーかつパナはライカと提携、ソニーはコニカミノルタのカメラ事業を買収)を除くと電子機器メーカーであるサムスンのみであるうえ、サムスンは事実上の撤退状態にある。
- 小型ボディでもファインダー倍率を大きくできる。一眼レフでは一般的にボディが小さく軽いものはファインダー倍率が低くなる。
- プレビュー（絞り込み）ボタンによって撮影前にボケ具合（被写界深度）が確認できる。光学式でもプレビューは可能だが、実際の撮影画像とはボケ具合に違いが生じ、確認中はファインダー像が暗くなる。
- フランジバックが短い設計の機種が多い為、マウントアダプターを用いて使えるレンズマウントの種類が多い。
- 一眼レフカメラに比べてバックフォーカスを短く出来るため、レンズの光学設計が容易になり、レンズ（特に標準～広角）の明るさ（F値）改善、小型軽量化、低価格化、などが可能となる[28]。
  - メーカーではマウント口径を広げた専用設計のレンズを投入している[28]。
- ファインダーのプレビュー画像も電子的に補正できるため、電子補正を前提としたレンズ設計が可能になり、レンズ設計における収差補正の自由度が格段に向上する。その結果、諸収差の良好な補正とレンズの小型軽量化の両立が可能となる。具体的には電子的補正が難しい非点収差は光学的に徹底的に補正したうえで、歪曲収差は電子的に補正するといった設計手法が用いられている。
- トイカメラ風やジオラマ風などといった特殊効果をリアルタイムに確認できる。

## 短所
- 電子式ファインダーの性能が不十分と感じる人がいる。
  - 被写体をリアルタイムで視認出来る一眼レフの光学式ファインダーと異なり、撮像素子を介して電気的画像処理を必要とする電子式ファインダーの構造上、表示に若干のタイムラグが生じる。
  - コントラストが低いため、白とびや黒つぶれが発生する。状況によっては被写体の確認すら困難になりかねない。
  - ファインダーの種類にもよるが、特に解像度が低くファインダー倍率が低いものでは精密なマニュアルフォーカスが困難である。その欠点を補うべくフォーカスが合った部分を強調表示するピーキング機能やフォーカスリングの操作に同調して自動で拡大表示されるなどの工夫がなされている。
  - 晴天時の屋外では周囲の自然光よりもモニタのバックライトが暗いため、背面モニタの視認性が著しく低下し、被写体の確認が困難になる。対策として、接眼して使用する電子ビューファインダーを内蔵したり、オプションで搭載できるようにしている機種もある。
- 小型化のためにはレンズマウントの変更が不可欠であるため[28]、過去のレンズ資産を継承しづらい。使用にはマウントアダプターが必要であったり、AFやAEなどの動作に制限が加わるリスクがある[29]。
- 撮像素子やファインダーが常に動作しているため、消費電力が大きく、ユーザー側でバッテリーを長持ちさせる工夫ができず、センサーの熱ノイズが増加するといった問題がある。一方、一眼レフでは液晶画面を消灯することでバッテリーの消費を抑えることができ、熱ノイズの増加も少ない。
  - 但し、一部を除く機種ではUSBから給電した状態で使用することができ、大容量モバイルバッテリーなどを活用することで長時間の撮影に対応できる場合がある。
- 一眼レフと比べ、ファインダーに像が反映されない時間が長く被写体を追従するのが困難になる場合がある。この理由としては以下のものが挙げられる。
  - 撮影時にシャッターの余分な開閉動作が必要。この点については対応策として電子先幕シャッターを採用することにより機械的な開閉動作を減らし、ファインダーに像が反映されない時間やレリーズタイムラグを短縮している機種も登場してきている。
  - 撮影とファインダー表示に同じセンサーを兼用しているため、撮影済画像をイメージセンサーから読み出している間はファインダー像を表示できない。2017年、ソニー「α9」が、メモリー内蔵型イメージセンサーを搭載したことにより、一定条件化でのブラックアウト時間ゼロでの撮影を可能にした[30]。

## ミラーレス機に近いコンセプトを持つもの

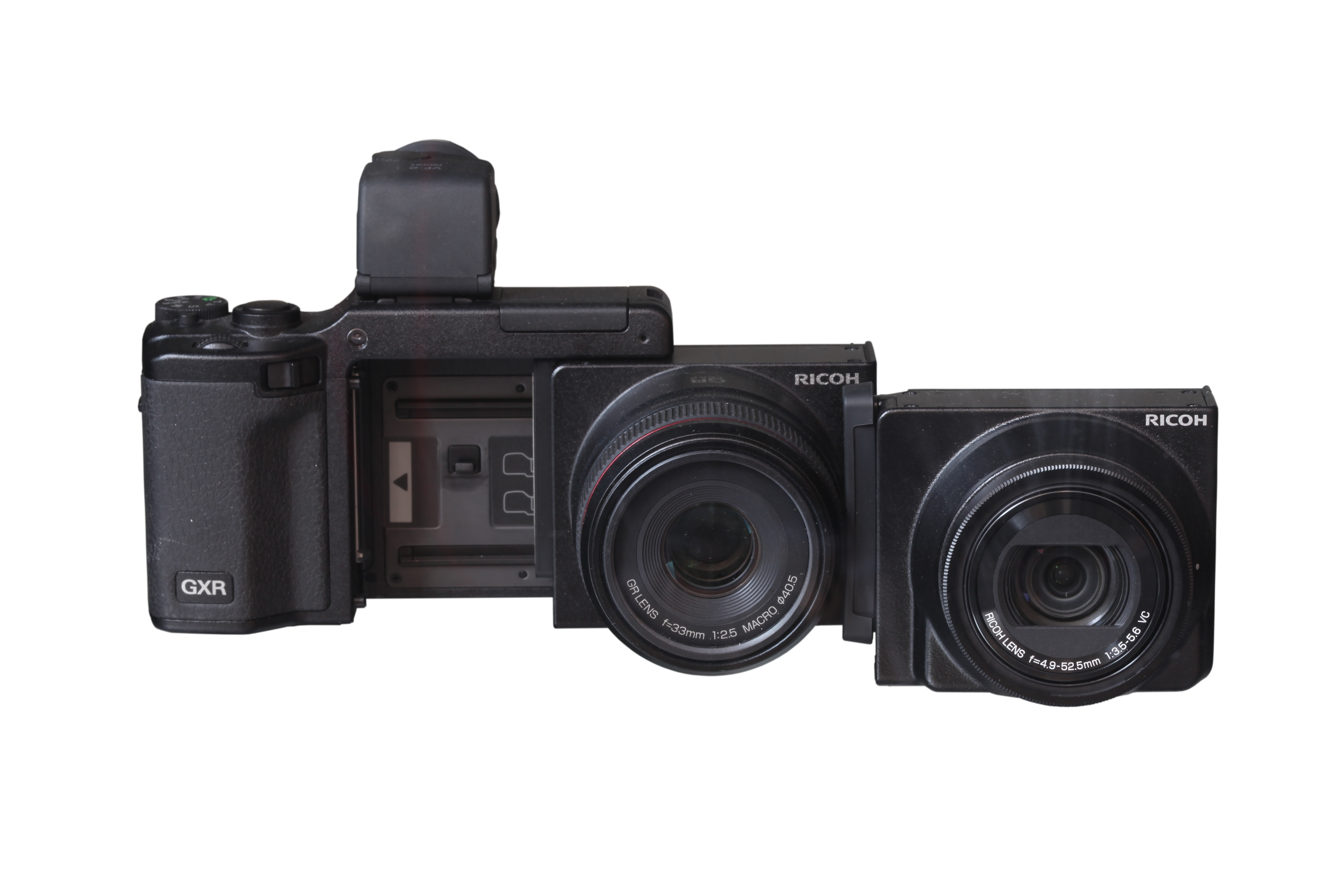
リコー GXR

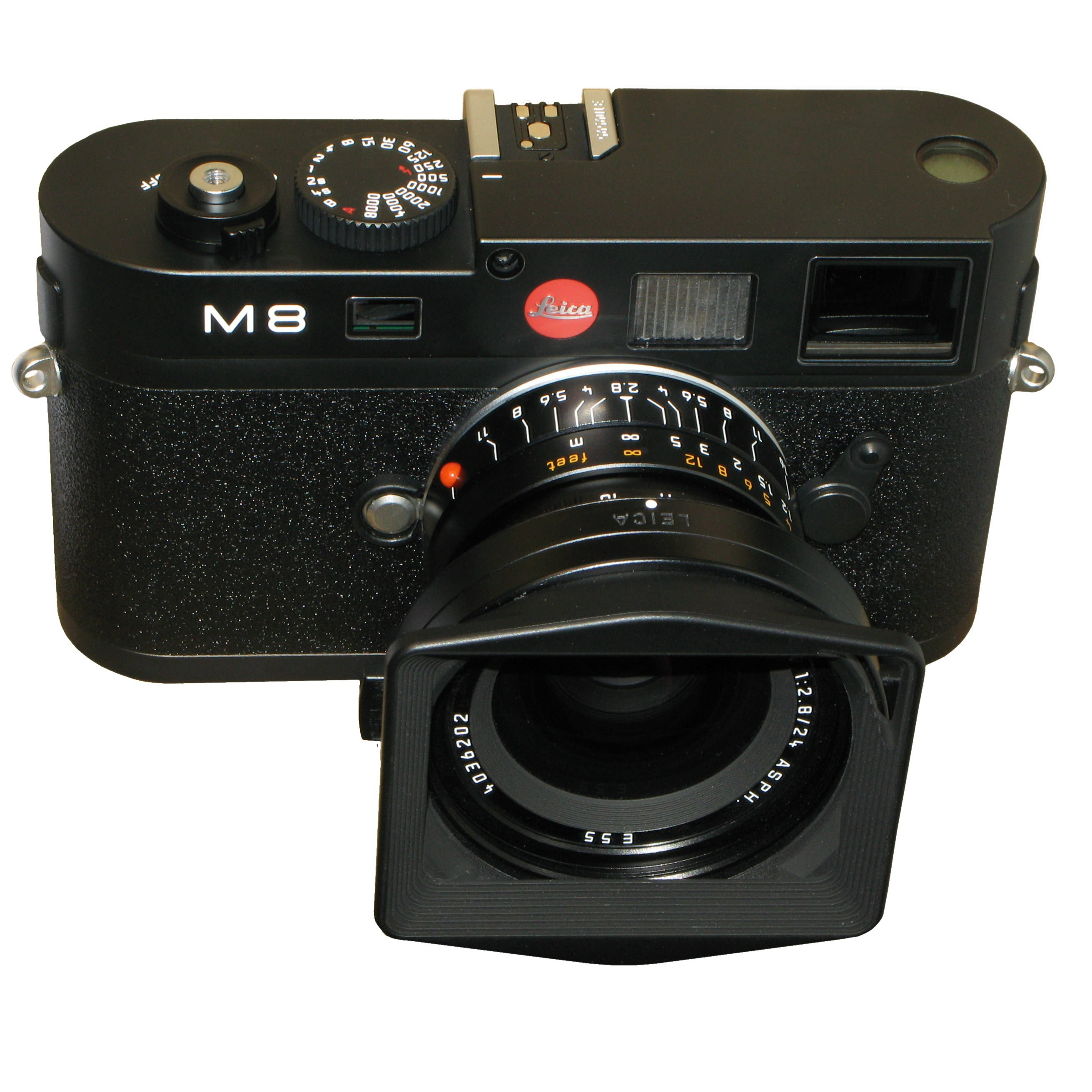
ライカM8

ミラーレス機に近い設計思想を持つものとしてリコー GXRがある。レンズと撮像素子をモジュール化して撮像素子ごと交換できるようにしたものであり、ミラーレス機のひとつとして扱われることもある。
ユニットによって撮像素子のサイズは異なり、1/1.7型CCDセンサーのRICOH LENS S10、1/2.3型CMOSセンサーのP10、APS-CサイズCMOSセンサーのGR LENS A12シリーズが発売された。
2011年9月には、APS-CサイズのCMOSセンサーを搭載しライカMマウントレンズの装着が可能なレンズマウントユニット「GXR MOUNT A12」がリリースされた。
ソニーのAマウントαシリーズも、固定式トランスルーセントミラーで一部光路を分割しAF用センサーに送り、ファインダーはAF用センサーの物を利用する液晶式としているため、ミラーはあるもののミラーレスとほぼ同様の機構を備えている。ソニー自身も「デジタル一眼カメラ」という表記で、一眼レフカメラではないとしている（このシステムに移行する前のα550では「デジタル一眼レフカメラ」となっている）。このため、英語では一眼レフカメラの略称であるDSLR(Digital Single-Lens Reflex camera)と区別して、DSLT(Digital Single-Lens Translucent camera)の略称を使用する場合もある。
また、ミラーがなくレンジファインダー（光学式ファインダーの一種）を持つデジタルカメラとして、ライカM8とM9、セイコーエプソンR-D1シリーズがある（2010年現在）。ミラーにまつわる弱点がなく小型軽量化が可能という点でミラーレス機に通じるが、従来型の光学式ファインダーによる撮影を前提としているため、ミラーレス機には含められないことがある。ミラーレスカメラの中にも、富士フイルムX-Pro1のように、実像式光学ファインダーと電子ビューファインダーを組み合わせたハイブリッド型ファインダーを搭載する機種もある。